# Conférence de Glasgow de 2021 sur les changements climatiques
La Conférence de Glasgow de 2021 sur les changements climatiques s'est tenue du 31 octobre au 13 novembre 2021 à Glasgow, en Écosse, au Royaume-Uni. L'organisateur est le Royaume-Uni, en partenariat avec l'Italie.
Elle constitue la 26e Conférence des parties (désignée COP 26), organisée par  l'Organisation des Nations unies pour le Climat et réunissant les pays signataires de la Convention-cadre des Nations unies sur les changements climatiques (CCNUCC), la 16e réunion des parties au Protocole de Kyoto (CMP 16) et la troisième réunion des parties à l'Accord de Paris de 2015 (désignée CMA 3). Finalement, 22 décisions sont adoptées par la COP 26, 24 par la CMA 3 et 10 par la CMP 16. La première décision de chacune de ces réunions est commune et s'intitule « Pacte de Glasgow pour le climat », obtenu avec de grandes difficultés et qui a conduit à une fin de la conférence avec un jour de retard.
Ce « Pacte de Glasgow pour le climat » comporte des avancées notables : plus de pays s'engagent à la neutralité carbone (dont pour la première fois, l'Inde, d'ici 2070). Les pays riches promettent de doubler le « financement de l'adaptation », devant aider les pays plus pauvres (PRFI) à faire face aux dégâts climatiques. Le marché du carbone sera mieux cadré, et plus de 400 entreprises du secteur financier annoncent un transfert de milliards de dollars vers des entreprises visant le zéro-émissions nettes. La diminution du charbon, et une sortie des subventions aux énergies fossiles sont pour la 1ère fois mentionnées. Deux alliances d'une centaine d'États prévoient respectivement de stopper la déforestation avant 2030, et de réduire de 30% les émissions mondiales de méthane avant 2030. Une « High ambition coalition » (« coalition pour une haute ambition ») de 49 pays s'engage sur 15 objectifs pour atteindre l'objectif de 1,5 °C. La « Beyond Oil and Gas Alliance » » (BOGA qui regroupe 12 pays) s'engage à ne plus extraire ni pétrole ni gaz sur leur territoire. Un « Green grids. One sun, one world, one grid » (GGI-OSOWOG ou « réseau vert : un soleil, une planète, un réseau ») allie 87 pays pour construire un réseau interconnecté de centrales solaires.
Mais ce pacte est aussi qualifié d'accord « en demi-teinte » ou « imparfait » car contenant des ambiguïtés et nombreuses faiblesses : désaccords sur les définitions, les détails et le financement de la mise en œuvre (ainsi, le texte appelle à réduire le charbon « sans relâche » mais il limite cet appel au charbon « sans captage ni stockage du carbone », or « en réalité, même les centrales à charbon équipées de captage du carbone génèrent de la pollution » commente l'éditorialiste du journal Nature. La notion de zéro émissions nettes (net zero) n'a ni définition ni critères d'évaluation, faisant qu'« il est impossible de savoir si les engagements « net-zéro » arrêteront réellement le réchauffement climatique ». Aucun engagement n'a mobilisé tous les pays les plus pollueurs. Concernant l'aide aux pays vulnérables : « les pays riches acceptent de créer un bureau pour poursuivre les recherches sur un éventuel fond « pertes et dommages » » ; les 80 milliards de dollars/an de « financement climatique » annoncés par les pays riches aux PRFI sont dominés par des prêts, et ils incluent de l'aide classique au développement (financement d'écoles et d'accès à l'eau...) qui ne réduit pas directement les émissions de carbone.
Le groupe de recherche Climate Action Tracker a calculé que si tous les engagements de la COP26 sont tenus, les températures atteindront 2,4 °C en 2100, et non les 1,5 °C promis à Paris, ce qui serait catastrophique.
Chaque engagement sera évalué annuellement lors des prochaines COP, dont en 2022 où les pays présenteront des objectifs d'émissions plus ambitieux (alors que l'accord de Paris donnait 2025 comme date butoir pour cela).

## Contexte et enjeux
À la suite de l'échec de la précédente COP, à Madrid en 2019, des ministres belges de l'Environnement[pertinence contestée] souhaitent que cette conférence internationale réponde aux ambitions de baisse de l'empreinte carbone en déclarant « la COP26 devra obligatoirement être un succès et amener à une rehausse réelle des ambitions et mesures, à la mesure de l’enjeu et de la menace que fait peser le réchauffement climatique» ».
La COP26 aurait dû être présidée par Claire Perry, qui est relevée de cette tâche en février 2020, le gouvernement britannique alléguant qu'elle aurait manqué de diplomatie. Elle aurait notamment déclaré que l'accord de Paris serait « mort ». Elle est remplacée par Alok Sharma, le secrétaire d'État britannique aux Affaires, à l'Énergie et à la Stratégie industrielle. Une fois évincée, elle critique la politique du gouvernement britannique concernant la lutte contre le réchauffement climatique, estimant que Boris Johnson n'a pas tenu ses promesses.
L'événement est initialement prévu du 9 au 19 novembre 2020 au SEC Centre (en). Du fait de la réquisition de ce lieu pour la lutte contre la pandémie de Covid-19, le 1er avril 2020, l’événement est décalé à l'année suivante. Fin mai 2020, elle doit se dérouler du 1er au 12 novembre 2021. Après avoir annoncé sa venue à Glasgow, la reine Élisabeth II doit y renoncer pour raison de santé ; en tant que chef d'État du pays organisateur, elle s'adresse néanmoins aux autres dirigeants dans un message vidéo diffusé en ouverture de la conférence.
Dans une vidéo diffusée le 9 août 2021 en réponse au nouveau rapport du Groupe d'experts intergouvernemental sur l'évolution du climat (GIEC), Boris Johnson déclare que le Royaume-Uni a besoin que « tous les autres pays suivent leur exemple et s’engagent à zéro émissions nettes de carbone d’ici le milieu du siècle ». Il déclare que le Royaume-Uni prendra des engagements « extrêmement audacieux » dans quatre domaines spécifiques et encouragera le reste du monde à faire de même : « coal, cars, cash, trees » (« charbon, voitures, argent, arbres »). Ce slogan fixe ainsi quatre axes jugés essentiels pour la COP26.

## Organisation et déroulement

### Présidence

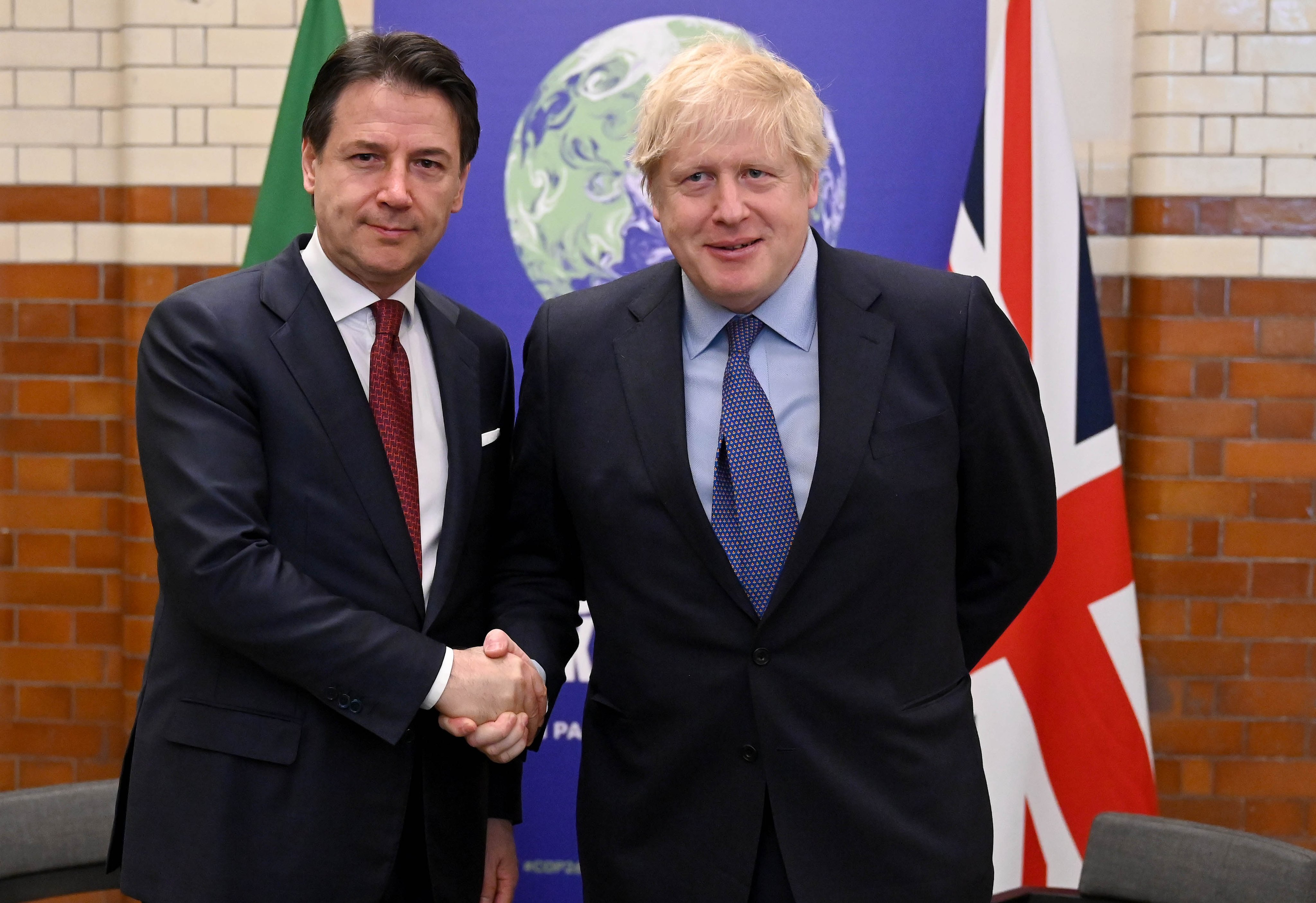
Les Premiers ministres italien Giuseppe Conte (à gauche) et britannique Boris Johnson (à droite) lors du lancement de la COP26 en février 2020.

Initialement, la ministre d’État à l'Énergie et à la Croissance propre, Claire Perry, est nommée présidente de la conférence, mais elle est démise de ses fonctions le 31 janvier 2020, plusieurs mois après avoir démissionné de son poste de députée.
Le 13 février 2020, le secrétaire aux affaires, à l’énergie et à la stratégie industrielle, Alok Sharma, est nommé président de la COP, simultanément à sa fonction ministérielle, puis à temps plein à compter du 8 janvier 2021. Le président assure les fonctions de direction des préparatifs de la COP et de présidence du comité du de mise en œuvre de l’action climatique pour coordonner l’action gouvernementale vers la neutralité carbone d’ici 2050.

### Participants
Vingt-cinq mille délégués de 200 pays sont présents et environ 120 chefs d'État. Parmi les participants figurent le président américain Joe Biden, le président ukrainien Volodymyr Zelensky, la chancelière allemande Angela Merkel, le président français Emmanuel Macron, le président égyptien Abdel Fattah el-Sisi, le Premier ministre espagnol Pedro Sánchez, le Premier ministre israélien Naftali Bennett, le Premier ministre néerlandais Mark Rutte, le Premier ministre indien Narendra Modi, le Premier ministre canadien Justin Trudeau, le Premier ministre japonais Fumio Kishida et le président indonésien Joko Widodo. L'animateur et historien de la nature anglais David Attenborough, qui a été nommé Défenseur du peuple de la COP26, a pris la parole lors du sommet.

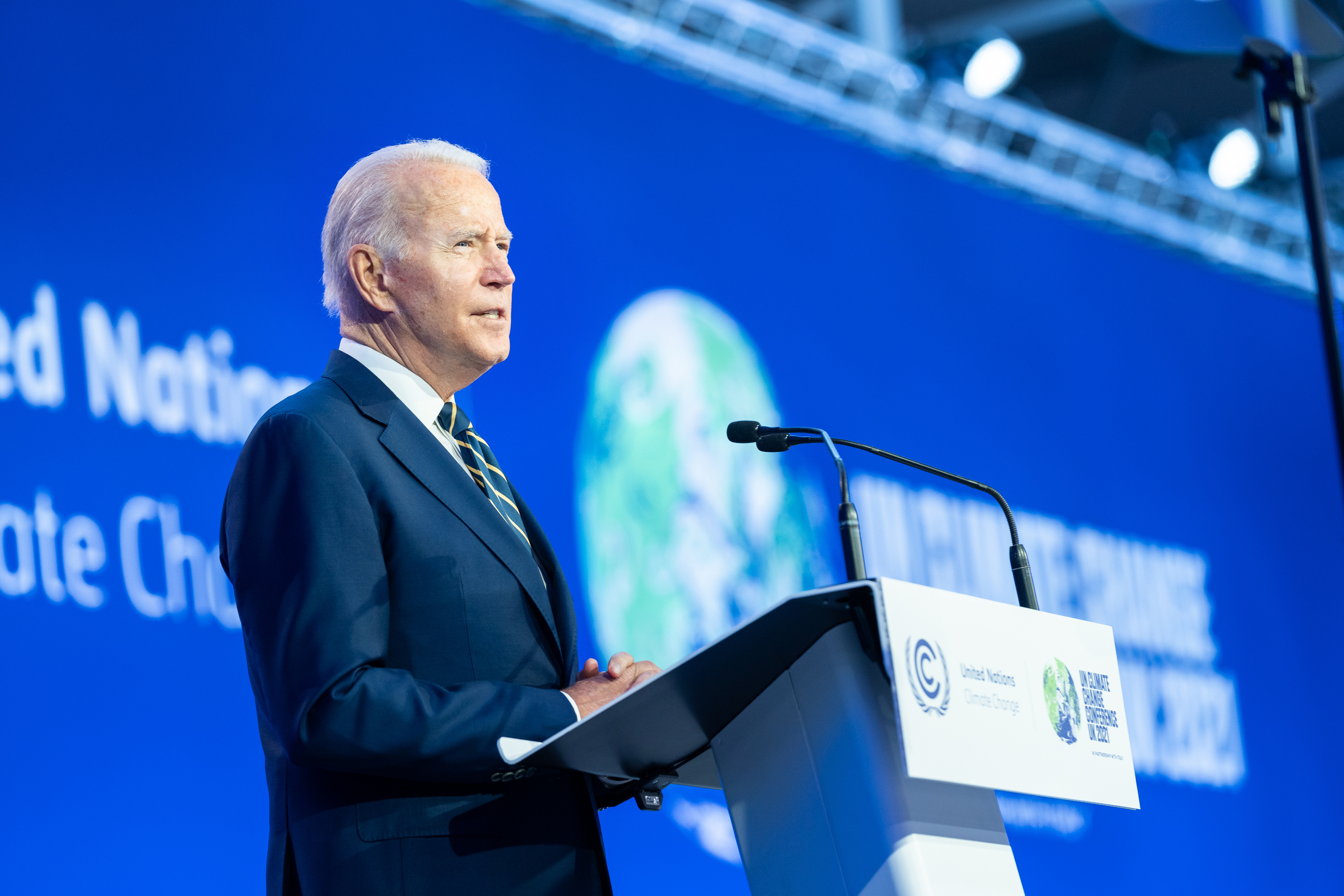
Le Président Joe Biden à la cérémonie d'ouverture.
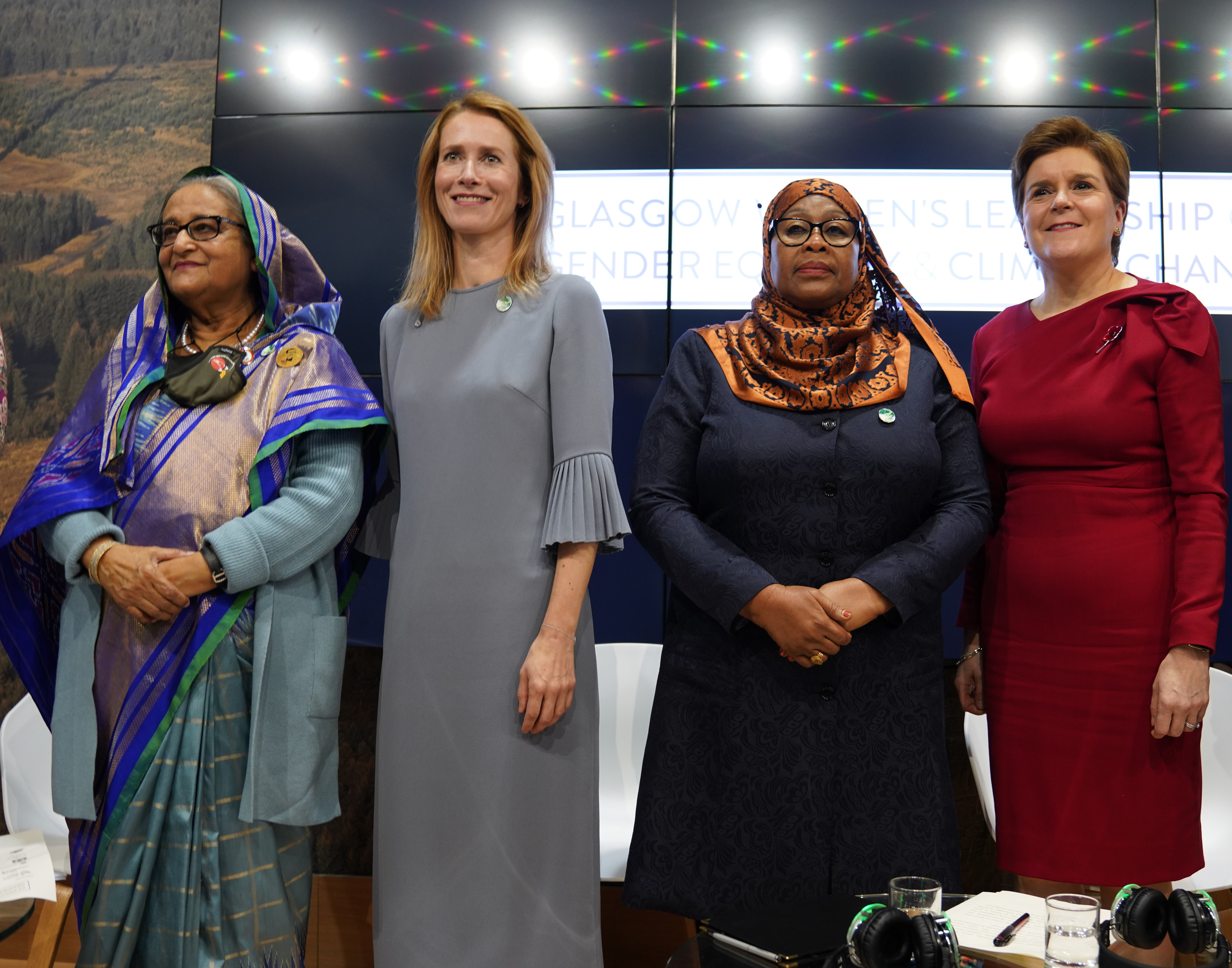
De gauche à droite : la Première ministre bangladaise Sheikh Hasina, la Première ministre estonienne Kaja Kallas, la présidente tanzanienne Samia Suluhu et la Première ministre écossaise Nicola Sturgeon.
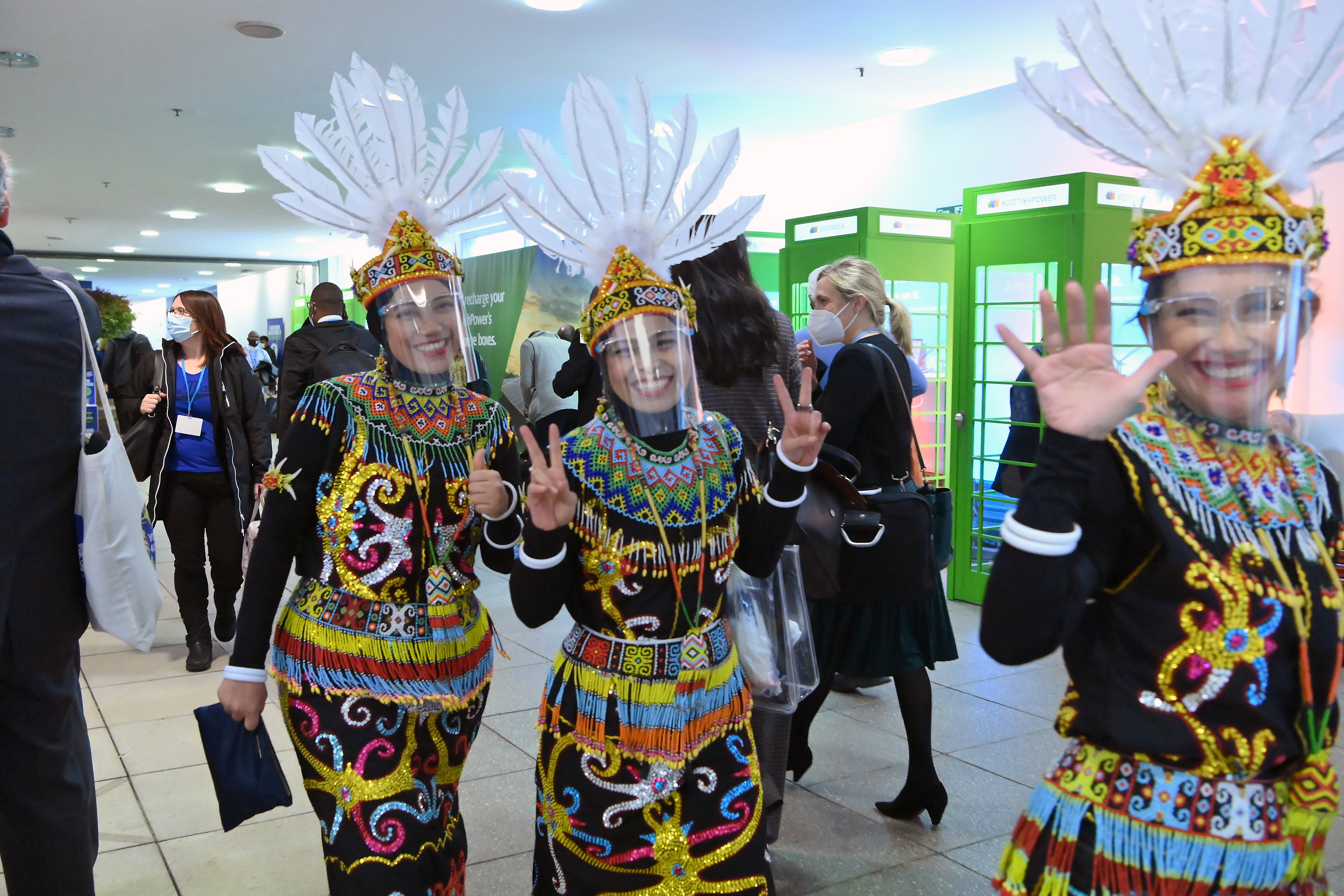
Participants en costumes traditionnels le premier jour de la conférence.
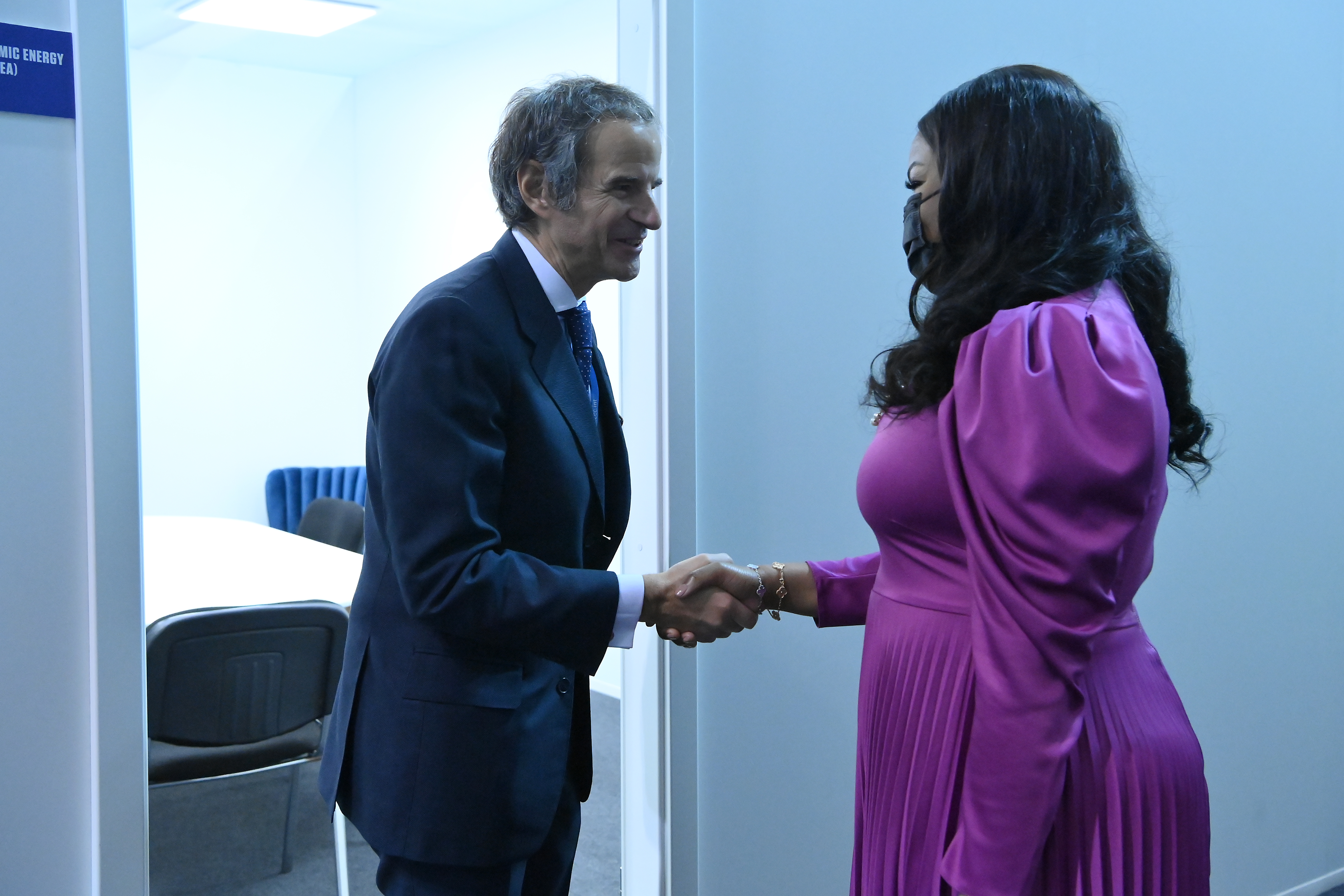
Le directeur général de l'AIEA, Rafael Mariano Grossi, rencontre le directeur général et représentant spécial du Secrétaire général des Nations unies pour l'énergie durable pour tous et coprésident de l'ONU pour l'énergie, Damilola Ogunbiyi.

### Déroulement
Des déclarations pessimistes du secrétaire général des Nations unies, António Guterres, du Premier ministre britannique, Boris Johnson, et du président de la COP26, Alok Sharma, précèdent l'ouverture de la conférence et affirment que le contexte géopolitique et la crise sanitaire rendent « définitivement plus difficile » de mettre les 197 parties d’accord pour avancer sur l'agenda[réf. souhaitée].
Après avoir envisagé de boycotter la manifestation, la militante écologiste Greta Thunberg se rend finalement à la COP26, au moins accompagnée de deux autres militantes pour le climat (l'Ougandaise Vanessa Nakate et la Polonaise Dominika Lasota), afin d'« appeler les dirigeants à leurs responsabilités ».
L'ONG britannique Global Witness dénonce la présence à la COP26 de 503 lobbyistes de l'industrie fossile, au sein de 27 délégations de pays participants.
L'éditorialiste de la revue Nature déplore que les organisateurs de la conférence aient souvent interdit aux chercheurs présents d'accéder aux salles des négociations, alors que l'ONU leur permet habituellement d'observer directement les négociations pour en tirer des enseignement pour la Recherche ou pour produire des études de cas. Le bureau de la Convention des Nations-Unies sur le climat s'est engagé à examiner comment cette obstruction s'est produite. « Cette expérience ne doit pas être répétée dans une future COP » commente l'éditorialiste de Nature juste après la COP.

#### Sécurité
Près de 10 000 policiers sont déployés dans la ville pour la durée de la conférence.

#### Clôture
La conférence s'achève le 13 novembre à 23h27, avec 29,5 heures au-delà de l’heure de clôture officielle (contre un dépassement de 44 h à la COP 25, de 30,5h à la COP 24, de 13 h à la COP 23, de 9 h à la COP 22 et de 30 h à la COP 21).

### Manifestations
Le 1er novembre, au début de la conférence, l'activiste du changement climatique Greta Thunberg critique le sommet lors d'une manifestation à Glasgow avec des membres de l'organisation Fridays for Future, en déclarant : « Cette COP26 est jusqu'à présent exactement comme les précédentes COP et cela ne nous a mené nulle part. Elles ne nous ont mené nulle part »,
Le 5 novembre, une manifestation de Fridays for Future lors de laquelle Thunberg prend la parole rassemble des milliers de personnes, en grande partie des écoliers. Les participants se prononcent en faveur d'une action plus immédiate et de plus grande envergure sur le changement climatique. Le conseil municipal de Glasgow et la plupart des conseils voisins déclarent que les élèves ne seraient pas punis si les parents informaient l'école de leur absence. Le 6 novembre, Journée mondiale d'action pour la justice climatique, près de 100 000 personnes participent à une marche à Glasgow, des transports en autocars et des randonnées à vélo en groupes ayant été organisés pour permettre aux participants de venir de tout le Royaume-Uni. Ces manifestations sont les plus importantes à Glasgow depuis les marches contre la guerre en Irak en 2003. Une marche attire à Londres quant à elle 10 000 personnes selon la police et 20 000 selon les organisateurs. Une centaine d'autres marches ont lieu ailleurs dans le pays, avec un total de 300 manifestations dans 100 pays, selon The Guardian.
Vanessa Nakate et des militants autochtones prononcent des discours à Glasgow. Les problèmes soulignés par les manifestants comprennent la mise en avant des intérêts des entreprises et l'incapacité des politiciens à aborder l'urgence climatique avec l'urgence requise ainsi que ses causes sous-jacentes. Des Mohawks de Kahnawake, des scientifiques écologistes, des militants végétaliens, des syndicalistes et des socialistes sont présents lors des marches.

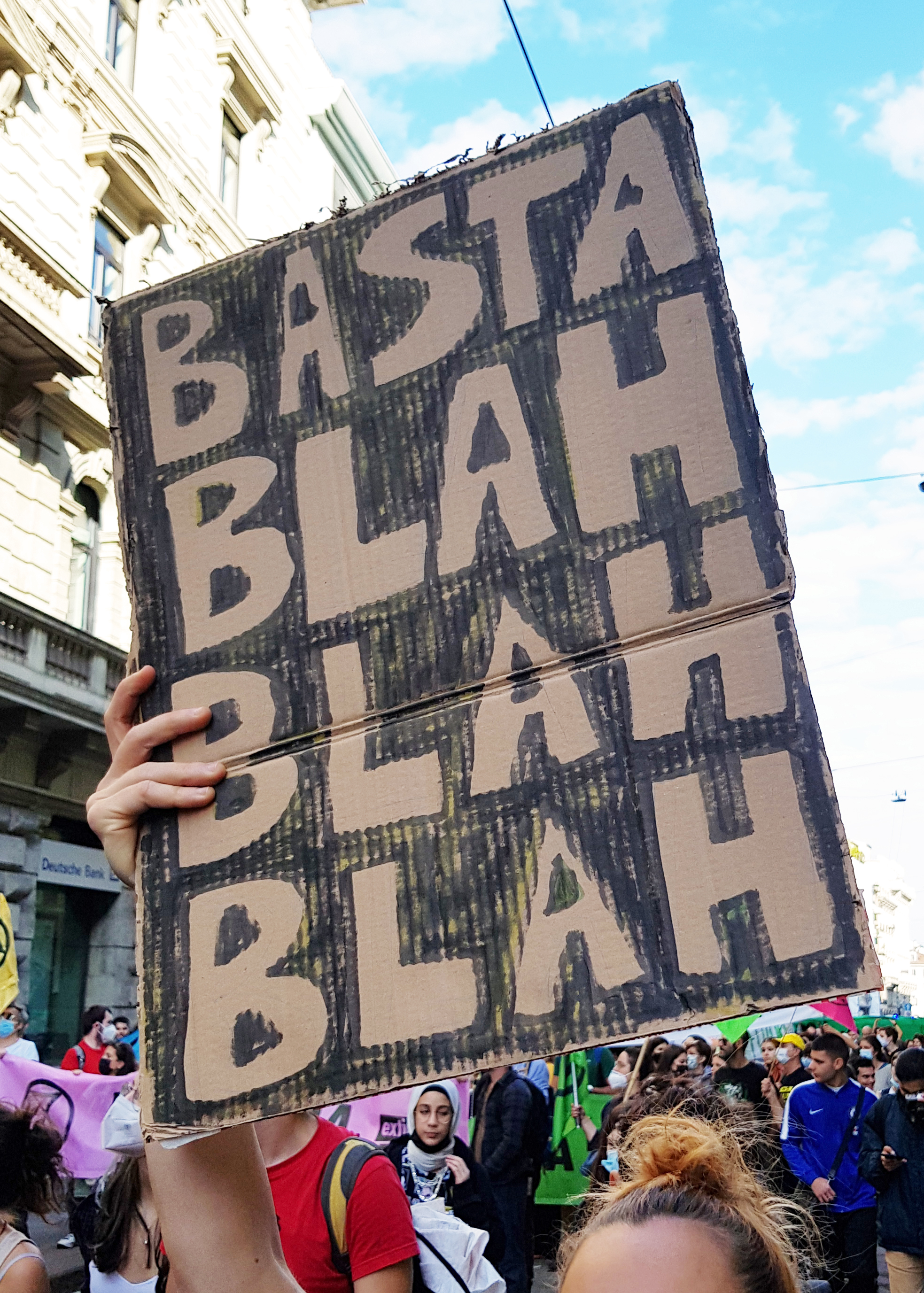
Manifestation Fridays for Future à Milan, le 1er octobre.
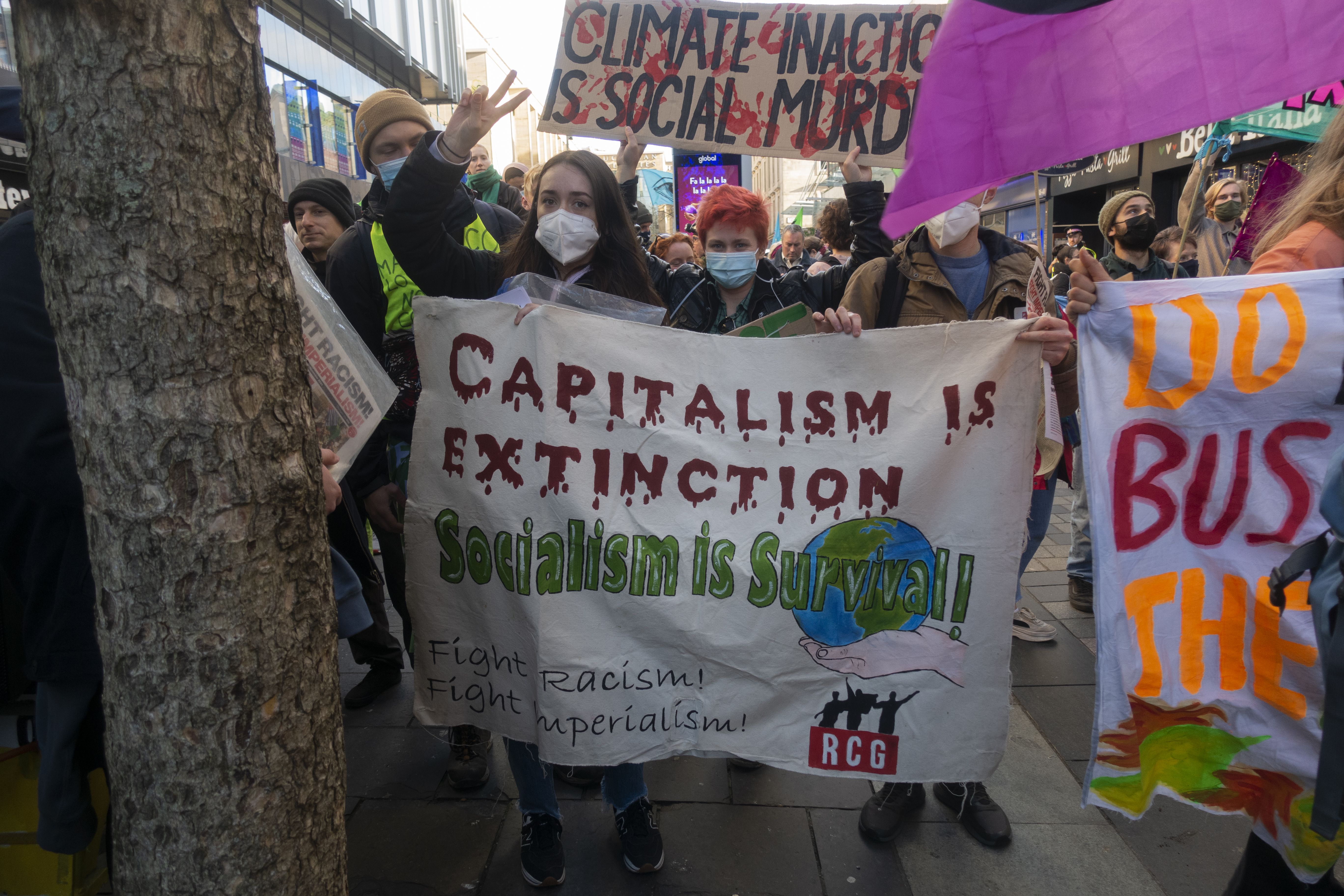
Manifestants à Glasgow le 3 octobre.
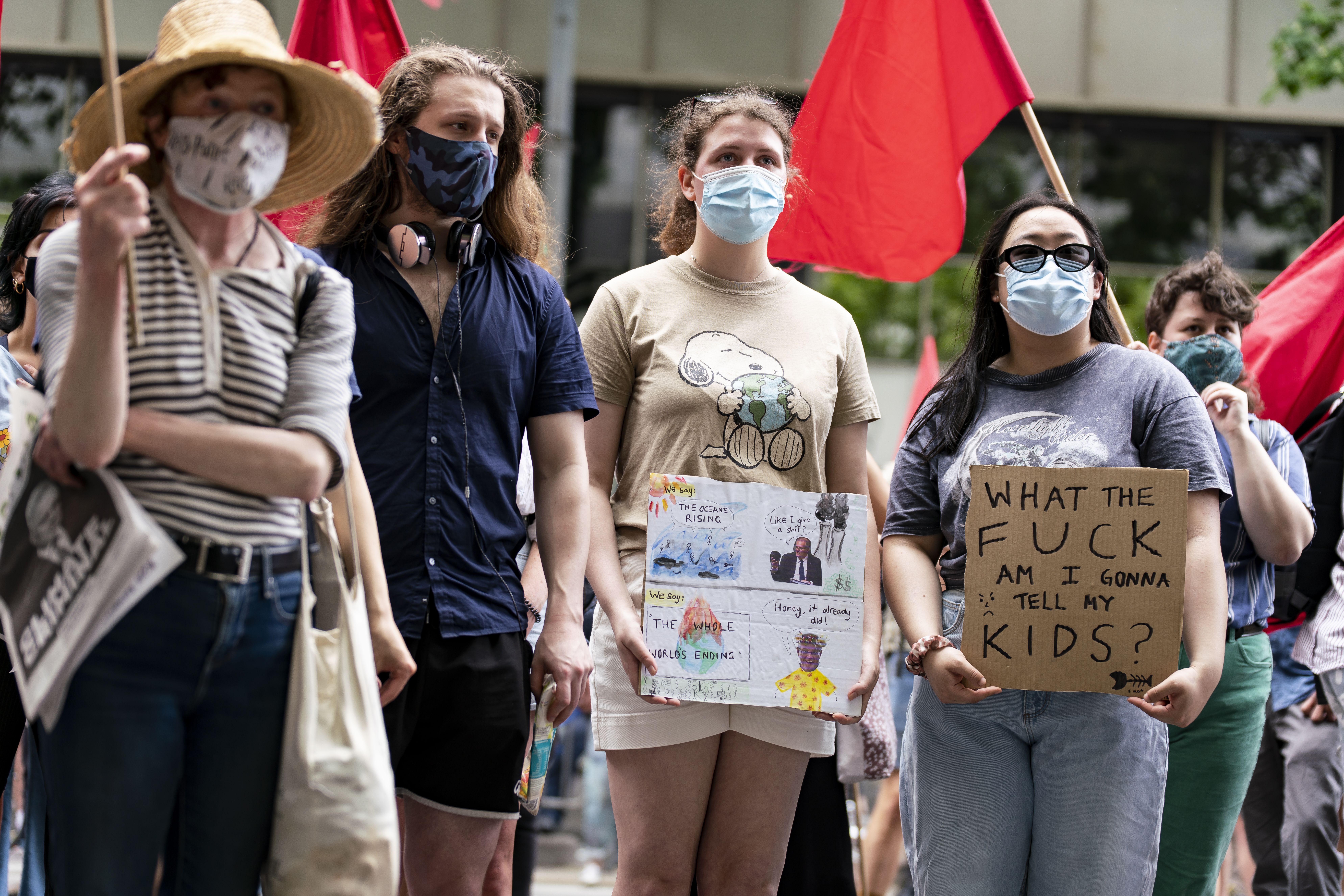
Des manifestants à Melbourne, le 6 novembre, journée mondiale d'action pour la justice climatique.

## Objectifs et engagements généraux

### Atténuation: limitations du réchauffement climatique

#### Objectifs de l'accord de Paris

Scénarios d'émissions mondiales de gaz à effet de serre. Si tous les pays respectent leurs engagements actuels dans le cadre de l'accord de Paris, le réchauffement moyen d'ici 2100 dépasserait toujours l'objectif maximal de fixé par l'accord.

L'accord de Paris prévoit de ne pas dépasser 1,5 °C de réchauffement par rapport à l’ère préindustrielle à l’horizon 2100. Il est mis en œuvre par le biais des politiques nationales.
Or de multiples rapports arrivent à la conclusion que, quels que soient les scénarios, cet objectif ne pourra pas être maintenu. En 2021, une étude utilisant un modèle probabiliste a conclu que les taux de réduction des émissions devraient augmenter de 80 % au-delà des contributions déterminées au niveau national (CDN) pour atteindre probablement l'objectif des 2 °C, et que les probabilités que les principaux émetteurs respectent leurs CDN sans une telle augmentation sont très faibles. Elle a estimé qu'avec les tendances actuelles, la probabilité de rester en dessous de 2 °C de réchauffement est de 5 % — et de 26 % si les CDN étaient respectées et poursuivies après 2030 par tous les signataires.
Un des mandats de la COP est de « garder en vie » cet accord et de maintenir cet objectif.

#### Accord de 49 pays: «coalition pour une haute ambition»
La « High ambition coalition » (« coalition pour une haute ambition ») rassemble 49 pays qui soulignent la nécessité de réduire de moitié les émissions mondiales d’ici 2030 et appellent toutes les parties qui ne l'ont pas encore fait à mettre en œuvre des CDN plus ambitieuses, conformément à une trajectoire de 1,5 °C dès que possible. Ils appellent également tous les États à atteindre la neutralité carbone en 2050. Ils s’engagent sur quinze objectifs dont par exemple l’atteinte d’ici 2030 d’un objectif collectif de réduction des émissions mondiales de méthane d’au moins 30 % par an par rapport aux niveaux de 2020, et prendre des mesures énergiques pour réduire les émissions de tous les superpolluants, y compris les hydrofluorocarbures et le carbone noir,.

#### Accord bilatéral USA-Chine
Chine et États-Unis publient une déclaration conjointe sur le renforcement de l’action climatique dans laquelle ils s'engagent à œuvrer ensemble à Glasgow pour « une issue ambitieuse, équilibrée et inclusive sur l’atténuation (baisse des émissions), l’adaptation et le soutien » financier aux pays pauvres. Ils annoncent la mise en place d'un groupe de travail bilatéral et s'engagent à « prendre des mesures renforcées pour relever les ambitions pendant les années 2020 ».

#### 8,5 milliards de dollars pour l'Afrique-du-Sud
Les États-Unis, la Grande-Bretagne, la France, l’Allemagne et l'Union européenne s'associent à travers un Partenariat pour une transition énergétique juste, pour mobiliser 8,5 milliards de dollars [7,3 milliards d’euros] sur 3 à 5 ans pour soutenir la transition de l’Afrique du Sud, très dépendante du charbon, vers une économie à faible émission de CO2 et une société résiliente au changement climatique. Cet apport sera fait grâce à différents mécanismes comprenant des subventions, des prêts concessionnels, des investissements et des instruments de partage des risques, notamment pour associer le secteur privé,,.

### Neutralité carbone

#### Objectifs de l'accord de Paris: 2050
Pour le GIEC, la neutralité carbone, ou émissions nettes de CO2 égales à zéro, est la « situation dans laquelle les émissions anthropiques nettes de CO2 sont compensées à l'échelle de la planète par les éliminations anthropiques de CO2 au cours d'une période donnée ». L’accord de Paris sur le climat de 2015 fixe 2050 comme date butoir pour parvenir à la neutralité carbone,.
Dans la déclaration finale du G20 qui s'est tenue à Rome, la date de 2050 a été supprimée du texte de départ au profit d'une expression plus vague, « d'ici ou aux alentours de la moitié du siècle ». Une manière de satisfaire notamment la Chine, qui s'est engagée seulement sur 2060, tandis que la Russie et l'Inde, deux autres gros pollueurs, n'ont lors du sommet pris aucune décision sur ce sujet.

#### Chine: 2060
Le 22 septembre 2020, lors de la 75e Assemblée générale de l'ONU, le Président chinois, Xi Jinping, avait annoncé que la Chine « renforcera[it] sa CDN, en adoptant des mesures politiques plus robustes. Nous visons à atteindre le pic des émissions de CO2 avant 2030 [et non plus “autour de 2030 »] et atteindre la neutralité carbone avant 2060 ». Cette position est réaffirmée dans la deuxième contribution nationale (NDC-2) de la Chine envoyée le 28 octobre 2021 au Secrétariat de la CCNUCC au titre de l’Accord de Paris (article 4) et de la décision 1/CP.21 (paragraphes 23 et 24), en préambule à la conférence de Glasgow,. La Chine avait précisé lors du sommet ambition climat du 12 décembre 2020 qu'à cette fin, elle a désormais un objectif de réduction de 65 % d’ici 2030 par unité de PIB (contre auparavant « entre 60 et 65 % » et qu'elle a l’intention d’accroître la part des combustibles non fossiles (énergies renouvelables et nucléaire) dans la consommation d’énergie primaire pour atteindre 25 % d’ici 2030 [contre 20 % auparavant].

#### Inde: 2070
L'Inde surprend à l'ouverture de la COP en annonçant, par la voix de son premier ministre Narendra Modi, qu'elle s'engage à la neutralité carbone d'ici 2070, à faire passer à 500 gigawatts, c'est-à-dire la moitié de ses besoins, ses capacités énergétiques renouvelables d'ici à 2030 et à réduire l'intensité carbone de l'économie indienne de 45 % d'ici 2030. Mais outre le fait que cet horizon est très lointain alors que les Indiens connaissent des pics de pollution réguliers, les décisions prises par le gouvernement vont à l’encontre de cet objectif : les plans pour améliorer la qualité de l’air sont restés lettre morte et les mesures récentes prises pour tenter de relancer l’économie du pays, mise à mal par la pandémie de Covid-19, vont à l’encontre de ses ambitions climatiques. Le gouvernement s’est lancé dans une course aux grands projets d’infrastructure et a mis aux enchères des dizaines de nouvelles mines de charbon.

### Article 6 de l'Accord de Paris: le marché du carbone
L’article 6 de l'Accord de Paris prévoit des mécanismes autorisant chaque pays à réaliser des échanges de réductions d’émissions afin d’atteindre son objectif national de réduction d’émissions (ou CDN). Il s’agit du seul article pour lequel les négociations lors des COP 24 et COP 25 n’ont pas permis d’aboutir. Un accord est finalement conclu lors de cette COP sur les normes fondamentales liées à l'article 6 sur les marchés du carbone. Le texte adopté permet de « combler certaines des failles scandaleuses, comme le double comptage », qui permettrait à une tonne de CO2 d'être comptée à la fois par l'acheteur et le vendeur, a commenté Laurence Tubiana, directrice de la Fondation européenne pour le climat et ambassadrice de la COP 21: « Mais ce n'est pas suffisant pour empêcher les entreprises et les États de mauvaise foi de contourner le système.» .

## Engagements thématiques
Tout au long du déroulement du sommet et avant la décision formelle finale signée par les représentants des pays participants, des décisions et accords entre divers pays sont annoncés. Jour après jour, les promesses se succèdent, notamment sur quatre priorités : le charbon, les voitures, la finance et les arbres. Parmi les plus marquantes, deux alliances, comptant chacune une centaine d'États, ont décidé de mettre un terme à la déforestation d’ici à 2030, et de réduire les émissions mondiales de méthane, un puissant gaz à effet de serre, de 30 % entre 2020 et 2030.

### Sortie des énergies fossiles

#### Sortie du charbon
Le charbon est considéré comme le principal contributeur au changement climatique. La Chine est le plus gros producteur et le plus gros consommateur mondial de charbon. Le pays consomme plus de 54 % du charbon mondial. Viennent ensuite l'Inde (11,6%), les États-Unis (6,1 %), le Japon (3 %), l’Afrique-du-Sud (2,3 %), la Russie (2,2 %), l’Indonésie (2,2 %) et la Corée du Sud (2 %). Sur le plan de la dépendance, c'est-à-dire la part du charbon dans le mix énergétique, les pays les plus dépendants sont le Botswana (99,8 % du mix énergétique), le Kosovo (94,9%), la Mongolie (92,3 %), l'Afrique du Sud (85,5 %), la Moldavie (82,3 %), l'Inde (70,6 %), la Serbie (70 %) et la Pologne (69,8 %).
Le Royaume-Uni a su réduire drastiquement sa dépendance au charbon, puisque la part du charbon dans son mix énergétique est passée de 40 % en 2010 à 8 % en 2020 et sera nulle au 1er octobre 2024, selon l’engagement  du gouvernement de Boris Johnson.
Lors de la COP, une quarantaine de pays s'engagent à abandonner le charbon pour produire leur électricité, d’ici à 2030 pour les principales puissances économiques, et d’ici à 2040 pour les pays les plus pauvres. Parmi eux, une vingtaine de pays gros consommateurs de charbon acceptent d'accélérer la fin de leur dépendance, dont le Canada, l'Ukraine, le Chili, le Vietnam mais aussi la Pologne, qui ne programmait avant la COP une sortie progressive qu'à l’horizon 2049.

#### Arrêt du financement des énergies fossiles
Vingt pays, dont le Canada, le Danemark, les États-Unis et l'Italie, et cinq banques publiques s'engagent le 4 novembre 2021 d'ici la fin 2022 à ne plus financer de projets à l'étranger si ceux-ci sont liés aux énergies fossiles et sans technique de capture de carbone. Ils ne s’autoriseront plus que le financement des projets accompagnés de « dispositifs d’atténuation » des émissions de gaz à effet de serre (capture de carbone, par exemple). La Suède et l'Espagne rejoignent l'accord,.
La France est dans un premier temps absente de l'accord, invoquant son engagement dans la coalition Export Finance for Future, lancée en avril 2021, regroupant sept pays (Allemagne, Danemark, Espagne, France, Pays-Bas, Royaume-Uni et Suède) et ayant pour objectif une sortie progressive du financement des projets d'énergies fossiles, mais sans fixer de date. De sorte que Paris restait sur ses objectifs adoptés en octobre 2020 dans son « plan climat pour les financements export public » : arrêter le soutien au pétrole en 2025, et celui au gaz au plus tard en 2035 – le charbon et les hydrocarbures non conventionnels comme le schiste ou les sables bitumineux n’étant déjà plus soutenus, en particulier depuis la loi Hulot de 2017. Le ministre de l’économie Bruno Le Maire regrette « des effets d’annonce » de la part des autres pays, qui pourraient notamment continuer à financer des projets qui ont des techniques de captage et de stockage du carbone. Ainsi, la France continuerait de financer le pétrole et le gaz à l’étranger par le système de garanties export jusqu’aux dates prévues. L’État, à travers la banque publique d’investissement (Bpifrance), se porte en effet garant de prêts bancaires pour les entreprises françaises qui bâtissent des projets de site gazier ou pétrolier, des raffineries, ou qui équipent des centrales électriques au gaz. De sorte que si un problème survenait dans un projet et que les banques ne pouvaient pas être remboursées, l’État devrait payer,. Mais le vendredi 12 novembre la France fait volte-face. La ministre de la transition écologique, Barbara Pompili, annonce que la France rejoint la coalition et qu'elle cesse en 2022 ses investissements à l’étranger dans le pétrole, le gaz et le charbon.
La Chine, la Corée du Sud et le Japon, bien que toujours d'importants financeurs de l'énergie fossile, se sont engagés à cesser les investissements dans le charbon à l'étranger plus tôt dans l'année.
Les ONG accueillent ces engagements avec un optimisme prudent. Tasneem Essop, responsable du Climate Action Network, déclare ainsi qu'« elles vont dans la bonne direction, mais il faut que bien plus de gouvernements et d’institutions financières participent ». Anna-Lena Rebaud, chargée de campagne climat aux Amis de la Terre France, juge que la décision de la France constitue un signal politique fort, mais s’inquiète d'exceptions dangereuses et de fausses solutions, en citant comme exemple le risque que TotalEnergies mette en place une technique de captage stockage pour récupérer une partie des émissions d’Arctic LNG 2 afin d’obtenir un soutien financier de la France. La France était en effet en septembre 2021 en passe de renoncer à soutenir ce mégaprojet gazier, porté par TotalEnergies et le russe Novatek, dans l'Arctique russe, une zone menacée en particulier par le réchauffement climatique, cette position n'étant pas définitive.

#### Sortie du gaz et du pétrole: Alliance Boga
Le 11 novembre 2021, douze pays forment une coalition, appelée « Beyond Oil and Gas Alliance » (BOGA), visant à ne plus produire de pétrole et de gaz sur leur territoire, à promouvoir des actions en ce sens et à créer une communauté internationale de pratique sur cette question. Elle regroupe, :
- huit membres fondateurs, par ordre alphabétique : le Costa Rica, le Danemark (premier producteur de l’Union européenne de pétrole), la France, le Groenland, l’Irlande, le Pays de Galles, le Québec et la Suède ;
- trois membres associés : la Californie, la Nouvelle-Zélande et le Portugal, car ils « ont pris des mesures concrètes importantes qui contribuent à la réduction de la production de pétrole et de gaz » ;
- un membre ami : l’Italie

Ces nations s’engagent à ne plus octroyer de nouvelles concessions et licences pour la production et l’exploration de pétrole et de gaz – avec effet immédiat. Elles ont également décidé de fixer une date de fin d’exploitation et d’exploration – pour les licences déjà en cours – des hydrocarbures sur leur territoire. Cette date, qui n’est pas encore déterminée, devra être « alignée sur l’accord de Paris », qui vise à contenir le réchauffement climatique si possible à 1,5 °C par rapport à l’ère préindustrielle. Certains des membres de BOGA avaient déjà auparavant fixé une date de sortie des hydrocarbures, en 2040 en France ou en 2050 au Danemark.

### Transports

#### Automobiles
Un accord est signé le 10 novembre 2021, journée dédiée aux transports, entre une coalition d'États, de constructeurs automobiles, de gestionnaires de flottes auto, de villes et de régions. Mais il est loin de l'ambition initiale. Les signataires « s’efforceront de faire en sorte que toutes les ventes de voitures et de camionnettes neuves soient à zéro émission dans le monde d'ici à 2040, et au plus tard en 2035 sur les grands marchés » .
Cet accord n’est signé que par un groupe réduit de six constructeurs — les américains General Motors (GM) et Ford, l’allemand Mercedes-Benz, le sino-suédois Volvo, l’indo-britannique Jaguar Land Rover (JLR) et le chinois BYD — représentant à peine 20 % de la production mondiale (15 millions de véhicules sur 78 millions produits en 2020). Parmi les 32 pays signataires ne figurent ni la Chine ni les États-Unis — les deux premiers marchés automobiles mondiaux — ni des nations automobiles importantes, à la fois en tant que consommateurs de voitures et comme producteurs : l’Allemagne, le Japon, la Corée du Sud, l’Italie, l’Espagne et la France. En outre cet accord ne fait qu’entériner des décisions déjà prises et annoncées. Pour les constructeurs, Ford avait annoncé le tout-électrique pour 2040, GM pour 2035, Mercedes et Volvo pour 2030, et JLR pour 2025. Il en est de même pour les pays ou régions. La France est quant à elle d’accord pour fixer la date de 2035 pour mettre fin à la vente des véhicules non électrifiés, mais ne rejoint pas l’accord car elle est en négociations au niveau européen sur la question des véhicules hybrides.

#### Transport maritime
22 pays signent le même jour la « Clydebank Declaration » visant à soutenir l'établissement de corridors verts (routes maritimes zéro émission) entre deux ports. Pour y parvenir, la déclaration s’appuie sur la collaboration internationale et la mise en place de partenariats entre les acteurs concernés : armateurs, ports, énergéticiens… L’objectif collectif des signataires est la mise en place d'au moins 6 corridors d’ici 2025,.

#### Transport aérien
22 pays signent le même jour la « International Aviation Climate Ambition Coalition » (coalition sur l’ambition climatique de l’aviation internationale) visant à promouvoir des mesures spécifiques pour réduire les émissions du secteur aérien (carburants durables, régime de compensation et de réduction de carbone pour l’aviation internationale, nouvelles technologies),.

### Financement climatique à destination des pays en développement

#### Engagements de la COP de 2009: 100 milliards par an
Lors de la COP de 2009 qui s’est tenue à Copenhague, l’ensemble des parties s’étaient engagées à mobiliser 100 milliards de dollars par an (environ 86 milliards d’euros), dès 2020, pour aider les pays en développement à faire face au dérèglement climatique. Cet objectif est devenu la base de la confiance entre États et l’un des moteurs de l'action climatique, reflétant des questions d’équité, alors que les pays en développement sont en première ligne d’un réchauffement climatique dont ils ne sont pas historiquement responsables.
Un rapport publié par l'OCDE en 2020 montre que cet objectif ne serait pas atteint en 2020. Les financements climatiques publics des pays développés ont atteint en 2018 62.2 milliards USD en 2018 : 32.7 milliards USD sont des financements bilatéraux (en hausse de 21 % par rapport à 2017), et 29,6 milliards USD, des financements multilatéraux attribués aux pays développés (plus 8 % comparé à 2017). Le montant des financements climatiques de sources privées est resté quasiment inchangé en 2018, s’établissant à 14,6 milliards USD contre 14,5 milliards USD l’année d’avant. Avec 2,1 milliards USD, les crédits à l’exportation liés au climat représentent moins de 3 % du total. Au cours de la période 2016-18, c’est l’Asie qui a reçu la plus grande partie des financements climatiques (43 %), devant l’Afrique (25 %) et les Amériques (17 %). Un nouveau rapport publié le 25 octobre 2021, en préambule à la COP 26 de Glasgow confirme cet état de fait mais nuance la situation car l’objectif serait en fait atteint en 2023 et dépassé en 2024 et 2025,,.
Les négociations sur ce financement des pays pauvres s’avèrent tendues à Glasgow. Le bloc des États africains et celui des like-minded developing countries  (« pays en développement partageant les mêmes idées »), un groupe de vingt-quatre États qui se rangent dans la catégorie des pays en développement, exigent en effet des pays riches un financement climat de 1 300 milliards de dollars par an. Une moitié de cette somme serait affectée aux politiques d'atténuation engagées par les pays pour réduire leurs émissions, tandis que l'autre irait à leurs politiques d'adaptation pour se protéger des effets délétères du réchauffement climatique. Cette exigence exorbitante surprend quand l’objectif des 100 milliards fixés lors de la COP de 2009 sont n'est même pas atteint et ne le sera qu'en 2023.

#### Fonds d'action du partenariat: une première dotation de 33 M$
Le partenariat sur les CDN, qui réunit 196 Membres, 115 pays - 97 en développement et 18 pays développés - et 81 pays membres institutionnels, pour créer et réaliser des CDN ambitieux qui contribuent à la réalisation de l'Accord de Paris et des Objectifs de développement durable (ODD), annonce le 11 novembre 2021 la création d'un « Fonds d'action du partenariat » (FAP), avec un engagement initial de 33 millions de dollars auxquels les membres pourront accéder afin de répondre rapidement aux besoins d'un pays en développement,.

#### Question des pertes et préjudices (article 8 de l’accord de Paris)
La question des pertes et préjudices fait référence aux impacts irréversibles liés au changement climatique, c’est-à-dire ceux qui sont déjà réels et ceux qui ne pourront pas être évités, même en parvenant à réduire à zéro les émissions mondiales de gaz à effet de serre et en investissant massivement dans des projets d’adaptation au changement climatique.
Après l’échec sur le sujet du Sommet de la Terre de Rio de 1992, il faut attendre 2013 pour que le mécanisme international de Varsovie définisse ce qui entre dans ces pertes et préjudices, liste les premières réponses apportées, et enfin lance la réflexion autour des financements à apporter sur cet enjeu. Cette question fait en outre l’objet de l’article de l’accord de Paris de 2015. Enfin la COP 25, en 2019, a créé un réseau de Santiago, destiné à « catalyser » l’assistance technique déjà apportée par diverses organisations et à en faciliter l’accès aux pays vulnérables.
Les organisations de la société civile se sont beaucoup investies sur le sujet et le Climate Action Network a fait des « pertes et dommages » un des critères de succès ou non de cette COP26 . Une étude publiée le 8 novembre 2021 par l'ONG Christian Aid estime que les pays les plus affectés par le réchauffement pourraient voir leur PIB par habitant s’effondrer dans les années à venir. Sur les 65 pays étudiés, la chute médiane serait de 19,6 % en 2050, si l’on suit la trajectoire actuelle du réchauffement climatique, et de 63,9 % à la fin du siècle,.
Ces pertes et préjudices sont évalués entre 290 milliards et 580 milliards de dollars par an jusqu’en 2030 et jusqu’à 1 700 milliards de dollars en 2050, pour les seules conséquences économiques dans les pays en développement. Les pays du Sud demandent la création d’un mécanisme financier pour leur permettre de faire face, avec des fonds nouveaux et additionnels, différents des 100 milliards de dollars promis à partir de 2020 par les pays développés pour aider ceux en développement à s’adapter au réchauffement et à réduire leurs émissions. Mais les pays riches, en particulier les États-Unis et l'Union européenne (UE), refusent un financement dissocié de celui de l'adaptation, craignant que ce mécanisme ne débouche sur des poursuites judiciaires et des demandes de compensation financière à leur égard sur des périodes historiquement longues.

### Déforestation

#### Engagements globaux

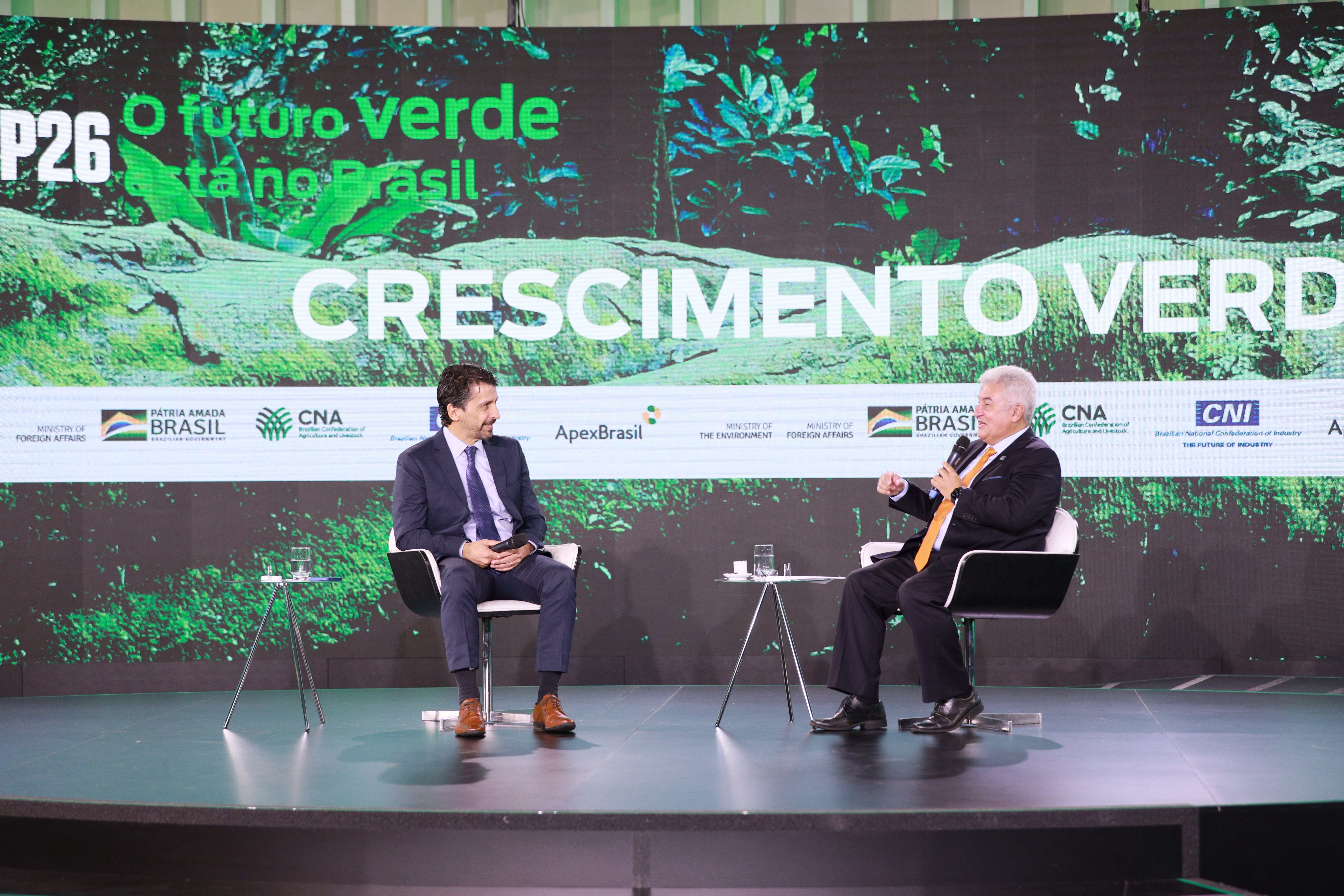
Le Brésil, hébergeant 60 % de la forêt amazonienne, s’engage à arrêter et à inverser la déforestation d’ici 2030.

Les dirigeants de 100 pays du monde s’engagent à arrêter d'ici 2030 la déforestation ainsi que la dégradation des terres d'ici à 2030 dans leurs pays respectifs, représentant plus de 85 % des forêts mondiales. Parmi les signataires figurent les grandes nations forestières comme le Canada, la Russie, la Colombie, ainsi que l'Indonésie, la République démocratique du Congo (RDC) et surtout le Brésil, dont les forêts tropicales sont grignotées par la déforestation pour produire du bois d'œuvre, y faire pousser des palmiers à huile, du soja ou y élever du bétail. Les grands consommateurs de ces produits, comme la Chine et les États-Unis, ont également signé cet accord,.
Dans le cadre de cet accord, douze pays, dont la France, s'engagent à mobiliser conjointement 8,75 milliards de livres (12 milliards de dollars) de fonds publics entre 2021 et 2025, auxquels devraient s’ajouter 5,3 milliards de livres (7,2 milliards de dollars) d'investissements privés. Parmi ces fonds, 1,1 milliard de livres (1,5 milliard de dollars) seront fléchés pour protéger le bassin du Congo, qui abrite la deuxième plus grande forêt tropicale du monde après l'Amazonie. Par ailleurs, les PDG de plus de 30 institutions financières, représentant plus de 8 700 milliards de dollars d'actifs mondiaux — dont Aviva, Schroders et Axa — s'engagent à éliminer les investissements dans les activités liées à la déforestation.
Le 25 octobre 2021, le ministre de l’Environnement du Brésil, Joaquim Leite, avait annoncé un « Programme national de croissance verte » pour faire progresser le développement durable et promouvoir la conservation des forêts, vantant le potentiel du Brésil à être un « chef de file du nouvel agenda vert mondial ». La délégation brésilienne à la COP26 confirme le 1er novembre 2021 cette annonce en parlant d’un nouveau plan d’action pour le climat — constituant la contribution déterminée au niveau national (CDN) du Brésil.

#### Un recul par rapport à la Déclaration de New York sur les forêts de 2014
Cette initiative remplace en fait la Déclaration de New York sur les forêts de 2014 par laquelle des dizaines de gouvernements et de grandes entreprises s'étaient engagés à réduire les pertes forestières naturelles de moitié d'ici à 2020 et à y mettre fin d'ici à 2030. Or de nombreux rapports montrent que les pertes n’ont pas été réduites en 2020, mais au contraire ont augmenté. En 2019, selon un rapport du Global Forest Watch, le couvert végétal des régions tropicales a diminué de 11,9 millions d'hectares, soit presque autant que l'année précédente, et 3,8 millions d'hectares de forêts primaires ont disparu, soit 200 000 hectares de plus qu'en 2018. 2019 est la troisième pire année de déforestation depuis le début du siècle. Le Brésil a détruit 1,36 million d'hectares (1,3 million en 2018) ; la République démocratique du Congo et l'Indonésie occupent, comme en 2018, les deuxième et troisième places mondiales. Dans un rapport de janvier 2021, l’ONG WWF recense et analyse les vingt-quatre principaux fronts de déforestation dans trente pays. Cinq ans après leur précédente analyse, la situation s’est encore dégradée : à eux seuls, ces vingt-quatre fronts menacent un cinquième des forêts tropicales du monde.

#### Position des ONG
Les organisations non gouvernementales  internationales environnementales dénoncent le non respect de la déclaration de New York 2014 et regrettent que l'accord ne soit pas contraignant. C’est le cas de l'ONG Canopée dont Sylvain Angérand, chargé de campagne à Canopée, remet également en cause la crédibilité des engagements de la République démocratique du Congo et du Brésil en matière de déforestation.
L’ONG Greenpeace déplore aussi ce décalage dans le temps des objectifs et déclare qu’« il faut introduire une loi européenne sur les forêts, ne pas conclure d’accord avec le Mercosur et se concentrer sur la réduction drastique de la production et de la consommation de viande et de produits laitiers. ».
Maria Laura Canineu, directrice de la section Brésil à Human Rights Watch, critique quant à elle la proposition de nouveau plan de sauvegarde de la forêt amazonienne proposée par le gouvernement brésilien, arguant que « ces engagements ne peuvent pas être pris au sérieux compte tenu de son bilan désastreux et de son incapacité à présenter des plans crédibles pour réaliser des progrès urgents dans la lutte contre la déforestation. » . Human Rights Watch juge que le plan brésilien ne présente aucun progrès par rapport au premier plan soumis en 2016.

#### Engagement pour la bassin du Congo
Par ailleurs une alliance regroupant l’Allemagne, la France, la Belgique, des Pays-Bas, la Norvège, la Suède, la Corée, le Royaume-Uni, les États-Unis, l’Union européenne et le Fonds Bezos pour la Terre, s’engage pour la protection du bassin du Congo, deuxième forêt tropicale du monde, et annonce une contribution collective d’au moins 1.5 milliard de dollars de financement entre 2021 et 2025,. Cette alliance fait suite à un appel à un engagement international pour la protection des écosystèmes du bassin du Congo et de leurs périphéries lancé en septembre 2021 dans le cadre de la Journée spéciale du Bassin du Congo au Congrès mondial de la Nature.

### Énergies renouvelables

#### Une coalition de 87 pays pour le développement de l’énergie solaire (OSOWOG)
Lancée par la France et l’Inde lors de la Conférence de Paris pour le climat en 2015, l’Alliance solaire internationale (ASI) a pour objectif d'accélérer le déploiement de l'énergie solaire. L’ASI est la première organisation intergouvernementale basée sur le sol indien. 83 États ont signé son accord-cadre, dont l'Australie, le Japon, le Royaume-Uni, les Pays-Bas, l'Égypte ; 31 pays africains ; 7 États du Pacifique, 9 pays d'Amérique latine et Caraïbes, 3 d’Asie méridionale. L’ASI est ouverte désormais à tous les membres de l’ONU, après l'adoption d'un amendement sur son accord-cadre, auparavant restreint aux 121 pays intertropicaux.
En lien avec cette structure, le 2 novembre 2021 est lancée la plus grande coalition en faveur de l’énergie solaire. Initiée par l’Inde et le Royaume Uni, elle est intitulée « Green grids. One sun, one world, one grid » (GGI-OSOWOG) (« réseau vert : un soleil, une planète, un réseau ») et regroupe 87 pays. Il vise à accélérer la construction de grandes centrales solaires et d’interconnecter les réseaux électriques. La France fait partie du comité de pilotage aux côtés de l’Inde, du Royaume-Uni et des États-Unis,,.
La proposition s'attaque au problème de la continuité de l’approvisionnement par les centrales solaires qui ne produisent plus après le coucher du soleil. Un réseau sur plusieurs fuseaux horaires permettrait aux régions plongées dans la nuit de s’approvisionner en énergie solaire dans les régions où il fait jour. L’initiative représente aussi une solution pour réduire le besoin de stockage, ce qui réduit les coûts de la transition énergétique. L’ASI a commandé une étude de faisabilité du projet OSOWOG. Une évaluation sera menée pays par pays, en examinant la demande et l’offre d’électricité prévues, ainsi que le potentiel des ressources d’énergie renouvelable.

### Méthane
Près de 90 pays s'engagent à diminuer de 30 % leurs émissions de méthane de 2020 à 2030, faisant suite à un appel du 18 septembre lancé par l'Union européenne, les États-Unis, le Royaume-Uni, l'Argentine, le Ghana, l'Indonésie, l'Irak, l'Italie et le Mexique. Ces pays incluent les signataires de la « High ambition coalition » qui ont appelé à cette « sortie du méthane ». Ils représentent la moitié des émissions mondiales de méthane, mais la Chine, la Russie et l'Inde, parmi les plus gros émetteurs n'en font pas encore partie,. Cette baisse était décrite par le sixième rapport du GIEC comme une solution rapide pour éviter un réchauffement en cas de baisse de la pollution atmosphérique. Il peut s'agir de mesures techniques et sans regret (ex. : éviter les fuites de gaz, couvrir les décharges et tirer de l'énergie de leur gaz).

### Agriculture
45 gouvernements s’engagent à agir et à investir en urgence pour protéger la nature et passer à des modes d’agriculture plus durables. 95 entreprises de l’agro-alimentaire affirment vouloir changer leurs pratiques pour mieux préserver les milieux naturels. vingt-six pays ont pris de nouveaux engagements pour modifier leurs politiques agricoles afin de devenir plus durables et moins polluantes, et pour investir dans la science nécessaire à une agriculture durable et à la protection des approvisionnements alimentaires contre le changement climatique,.

### Océans: l'initiative Because the Ocean (BTO)
Si tout le monde s’accorde sur le rôle important des océans dans la régulation du climat et sur la diminution de leurs capacités d’absorption de CO2 — par sa pompe de carbone — avec l'augmentation des températures, force est de constater que la thématique des océans n’a jamais fait l’objet d’une attention particulière dans les COP précédentes et ce, malgré la parution en 2019 du rapport spécial du GIEC intitulé L’océan et la cryosphère dans le contexte du changement climatique,. L'action sur les océans se joue en fait aussi sur d'autres scènes, par exemple au sein de l'Autorité internationale des fonds marins, compétente pour la zone des grands fonds marins, dont les ressources — hors des eaux nationales — ont été déclarées bien commun par l'ONU (« patrimoine commun de l'humanité »), ou à la Commission pour la conservation de la faune et de la flore marines de l'Antarctique (CCAMLR). Le 29 octobre 2021, pour la cinquième année consécutive, l’Union européenne et les vingt-cinq États qui y siègent ne sont pas parvenus au consensus nécessaire pour créer de nouvelles aires marines protégées dans l'océan Austral, sur lequel ils sont chargés de veiller.
Le 31 octobre, un groupe de chefs d’État et de ministres dévoile la troisième déclaration de l'initiative « Because the Ocean » (BTO), signée en 2015 à la COP21 par 23 pays, dont la France. Lancée en 2015 lors de la COP21 à Paris, l’initiative œuvre depuis pour convaincre les États d’inscrire des actions concrètes sur l’Océan dans leurs contributions définies nationalement (CDN). Désormais, 80 des 120 contributions nationales déposées incluent des actions pour la protection de l’Océan,.

### La Grande muraille verte
Les chefs d’État et de Gouvernement de l'initiative la Grande muraille verte réaffirment leur soutien à l’initiative lancée lors du One Planet Summit de janvier 2021. Ce projet ambitionne de reboiser le Sahara et le Sahel sur 120 000 km² et restaurer ainsi les terres dégradées et aider les habitants de la région à produire une nourriture adéquate, à créer des emplois et à promouvoir la paix. Près de la moitié des 19 milliards de dollars promis pour la construction de la Grande muraille verte ont déjà été engagés. Le Fonds vert pour le climat (FVC) et le Fonds international de développement agricole (FIDA) s'engagent à investir 143,2 millions $ dans ce projet,.

## Décisions finales
Finalement, 22 décisions sont adoptées par la COP 26, 24 par la CMA 3, troisième réunion des parties à l'Accord de Paris de 2015, et 10 par la CMP 16, 16e réunion des parties au Protocole de Kyoto. La déclaration finale intitulée « Pacte de Glasgow pour le climat » est commune aux trois réunions et en constitue la première décision,.

## Déclaration finale: «Pacte de Glasgow pour le climat»
La réunion s’achève le samedi 13 novembre avec plus d’un jour de retard, du fait des difficultés pour aboutir à un texte signé par les représentants des 197 pays présents. La décision finale intitulée « Pacte de Glasgow pour le climat » est qualifiée d’accord « en demi-teinte » ou « imparfait » par de nombreux observateurs, car même s’il répond au mandat de la COP, « garder en vie » l’objectif de ne pas dépasser 1,5 °C de réchauffement par rapport à l'ère préindustrielle et acte certaines avancées, il accuse de nombreuses faiblesses, notamment vis-à-vis des pays vulnérables.

### Contenu
Le Pacte de Glasgow pour le climat comporte huit sections, regroupées ci-après en six sections.

#### Science et urgence climatique
Le pacte accueille favorablement la contribution du Groupe de travail I, premier volet du sixième rapport d'évaluation du Groupe d'experts intergouvernemental sur l'évolution du climat dont la publication est prévue en 2022, et des récents rapports mondiaux et régionaux sur l’état du climat de l'Organisation météorologique mondiale.

#### Adaptation et financement des plans d'adaptation
Le pacte engage les pays à revoir leurs engagements climatiques à la hausse et à communiquer leurs plans d’adaptation avant novembre 2022, soit bien avant la date de 2025 prévue à l’origine par l’accord de Paris. Une avancée qu’ont essayé de contrer, en vain, l’Arabie saoudite, la Chine et l’Inde. Cette révision doit toutefois être faite « en prenant en compte les différentes circonstances nationales », ce qui ouvre la voie à des aménagements pour certains pays.

#### Atténuation
Le pacte réaffirme l’objectif de contenir l’augmentation de la température moyenne bien inférieure à 2 °C au-dessus des niveaux préindustriels et poursuivre des efforts pour limiter l’augmentation de la température à 1,5 °C et reconnaît que cela nécessite une rapide et importante réduction des émissions mondiales de gaz à effet de serre, et notamment de réduire les émissions dioxyde de carbone à l’échelle mondiale de 45 % d'ici 2030 par rapport au niveau de 2010 et atteindre la neutralité carbone vers le milieu du siècle, ainsi que de réduire drastiquement les autres gaz à effet de serre. Ainsi le mandat de la COP de « garder en vie » l'objectif de ne pas dépasser 1,5 °C est-il sur le papier atteint. Alok Sharma, le président de la COP, souligne « des pas concrets pour la suite et des étapes très claires pour nous mettre sur les rails conduisant aux objectifs de l’accord de Paris », même si de son côté Antonio Guterres, secrétaire général de l’ONU, tempère ces propos en déclarant « Nous sommes toujours à l’orée d’une catastrophe climatique ».
Dans l’alinéa 36, le Pacte demande aux Parties « d’accélérer la mise au point, le déploiement et la diffusion des technologies, ainsi que l’adoption de politiques, en vue de la transition vers des systèmes énergétiques à faibles émissions, notamment en intensifiant rapidement le déploiement de mesures de production d’électricité propre et d’efficacité énergétique, et accélérer les efforts vers la sortie des énergies fossiles sans système de capture et stockage du carbone et des subventions inefficaces aux énergies fossiles», en reconnaissant la nécessité d’un soutien en faveur d’une transition juste ». Si la mention des termes « énergies fossiles » est une nouveauté, puisqu’ils n’étaient même pas cité dans les accords de Paris, ce texte a néanmoins été édulcoré par rapport au projet de déclaration qui ne comportait notamment pas les termes « efforts » et « inefficaces ». C'est l'Inde, par la voix de son ministre de l’Environnement Bhupender Yadav, qui a poussé en ce sens en déclarant que « les pays en développement ont le droit à leur juste part du budget carbone mondial et à un usage responsable des énergies fossiles ». La Chine, l'Afrique-du-Sud, l’Arabie saoudite, les États-Unis, l’Australie et la Russie ont également poussé pour cette version allégée.

#### Financement, transfert de technologie et renforcement des capacités pour l'atténuation et l'adaptation
Le pacte souligne la nécessité de mobiliser le financement climatique défini dans l'Accord de Paris, et d'aller même au-delà de 100 milliards de dollars par an, tout en regrettant que cet objectif n'ait pas été atteint avant 2020. Malgré de nouvelles annonces du Japon ou de l’Italie, les pays développés ne devraient atteindre cet objectif qu’en 2023. Le pacte, s’il presse ces derniers à un financement équitable, ne répond pas à la question du manque à gagner d’ici là pour les pays les plus vulnérables.

#### Pertes et préjudices
Les pays en développement souhaitaient un mécanisme spécifique de prise en compte des « pertes et préjudices » mais n’ont pas obtenu gain de cause. Bien que le groupe de négociation représente 134 pays en développement et 70 % de l’humanité, les États-Unis et l’Union européenne s'opposent à cette idée. À la place, le pacte prévoit un financement pour le « Réseau de Santiago », mis en place à Madrid en 2019 lors de la COP25 et visant à apporter une aide technique aux pays affectés à faire face aux impacts irréparables du changement climatique,.

#### Mise en œuvre et collaboration
Les deux dernières sections de la déclaration précisent les modalités de mise en œuvre et de suivi des engagements ainsi que les différentes collaborations possibles.

### Accueil par les participants et observateurs
À l’image du président de la COP, Alok Sharma, qui  s’est dit d’une voix émue et les larmes aux yeux « profondément désolé » pour des changements de dernière minute introduits sur la question des énergies fossiles à la demande de la Chine et de l’Inde, le « Pacte de Glasgow pour le climat », est décrié par les pays pauvres et de nombreuses ONG.
Certains essaient de voir le côté positif du maintien en vie de l’objectif principal de l’accord de Paris comme le WWF qui parle d’« un clap de fin décevant, mais qui laisse une étroite fenêtre pour limiter le réchauffement climatique à 1,5°C », arguant qu’il existe des points importants dans le texte qui permettent aux pays d’augmenter leur ambition climatique à court terme et de mettre en œuvre des politiques climatiques contraignantes ou Greenpeace International dont la patronne déclare : « C'est mou, c'est faible, et l'objectif de 1,5 °C est à peine en vie, mais il y a un signal sur la fin de l'ère du charbon.». Mais le non financement des pertes et préjudices subis par les pays pauvres est la principale critique de la plupart des ONG. « C'est une insulte aux millions de personnes dont les vies sont ravagées par la crise climatique », a commenté Teresa Anderson, de l'ONG ActionAid International. Pour le Réseau action climat, la COP26 a été « une COP des pays du Nord qui reflète les priorités des pays riches ». Care France estime de son côté qu'il s'agissait d'un « dialogue de sourds entre pays pollueurs et pays vulnérables ».
Pour la militante suédoise Greta Thunberg, figure emblématique du mouvement Fridays for Future, la conférence de Glasgow pour le climat s'est résumée à du « bla-bla-bla », déclarant en outre que « le vrai travail continue en dehors de ces salles. Et nous n'abandonnerons jamais, jamais ». La jeune activiste ougandaise pour le climat, Vanessa Nakate, interpelle quant à elle les dirigeants du monde des affaires et de la finance lors de la conférence sur le climat COP26, dénonçant les promesses non tenues et l'hypocrisie de ceux qui s'y rendent en jet privé.
Les médias environnementaux français sont également mitigés : Actu-environnement trouve « des avancées symboliques, mais une ambition globale insuffisante », Reporterre parle de « gâchis et la déception d’un accord minimal ».
Jean Jouzel, paléoclimatologue français, dénonce quant à lui « le fossé entre ce qui est inscrit dans les textes et la réalité », en précisant que « la décision finale réaffirme qu’il faudrait diminuer les émissions mondiales de 45 % d’ici 2030 par rapport à 2010, or elles vont au contraire augmenter de 13,7 % jusqu’à 2030 par rapport à 2010. Donc c’est ça le problème, et on n’en sort pas. ».